# 二醋酸铝
二醋酸铝，又称碱式醋酸铝，是一种白色固体，化学式 C4H7AlO5。 它是一种醋酸铝，可以由偏铝酸钠 (NaAlO2) 和醋酸反应而成。

## 医疗用处
二醋酸铝用作防腐剂和收敛剂。 它局部用作湿敷料，压制或浸泡以自我用药，以暂时缓解瘙痒和舒缓症状，特别是在湿的或渗出性病灶上。 它可以缓解多种原因引起的皮肤刺激，例如昆虫叮咬，脚癣，对有毒的植物（如常春藤，橡树或漆树）引起的接触性皮肤炎，  以及对肥皂，清洁剂，化妆品或珠宝的敏感而引起的皮肤刺激。 它也可用于减轻瘀伤。 制剂还可以局部用于缓解多种皮肤病，例如湿疹，尿布疹，痤疮和肛门瘙痒症。 它一般以Burow溶剂，也就是13% 的AlAc水溶液的形式使用。在美国，含有二醋酸铝的药物以Domeboro Powder，Gordon's Boro-Packs和Pedi-Boro Soak Paks的商标出售。  它以凝胶形式出售，名称为TriCalm。 
醋酸/醋酸铝溶液可用于治疗外耳道感染。 这种药物可以阻止细菌和真菌的生长，并有益地干燥耳道。  美国可以制备此药物的地方包括Domeboro Otic，Star-Otic和Borofair。 

## 媒染剂
在染色工业中，碱性的二醋酸铝与三醋酸铝结合使用作为棉之类纤维的媒染剂。 